# ATC (G)
Jest to część klasyfikacji anatomiczno-terapeutyczno-chemicznej:
- A – Przewód pokarmowy i metabolizm
- B – Krew i układ krwiotwórczy
- C – Układ sercowo-naczyniowy
- D – Dermatologia
- G – Układ moczowo-płciowy i hormony płciowe
- H – Leki hormonalne do stosowania wewnętrznego (bez hormonów płciowych)
- J – Leki stosowane w zakażeniach (przeciwinfekcyjne)
- L – Leki przeciwnowotworowe i immunomodulujące
- M – Układ mięśniowo-szkieletowy
- N – Ośrodkowy układ nerwowy
- P – Leki przeciwpasożytnicze, owadobójcze i repelenty
- R – Układ oddechowy
- S – Narządy wzroku i słuchu
- V – Różne (varia)

Obejmuje ona leki związane z układem moczowo-płciowym i hormonami płciowymi:
- G – Układ moczowo-płciowy i hormony płciowe
  - G 01 – Ginekologiczne leki przeciwzakaźne i antyseptyczne
  - G 02 – Inne leki ginekologiczne
  - G 03 – Hormony płciowe i modulatory układu płciowego
  - G 04 – Leki urologiczne

## G 01 –Ginekologiczne leki przeciwzakaźne i antyseptyczne
- G 01 A – Leki przeciwzakaźne i antyseptyczne (bez kortykosteroidów)
  - G 01 AA – Antybiotyki
  - G 01 AB – Związki arsenu
  - G 01 AC – Pochodne chinoliny
  - G 01 AD – Kwasy organiczne
  - G 01 AE – Sulfonamidy
  - G 01 AF – Pochodne imidazolu
  - G 01 AG – Pochodne triazolu
  - G 01 AX – Inne

- G 01 B – Leki przeciwzakaźne i antyseptyczne w połączeniach z kortykosteroidami
  - G 01 BA – Antybiotyki w połączeniach z kortykosteroidami
  - G 01 BC – Pochodne chinoliny w połączeniach z kortykosteroidami
  - G 01 BD – Leki antyseptyczne w połączeniach z kortykosteroidami
  - G 01 BE – Sulfonamidy w połączeniach z kortykosteroidami
  - G 01 BF – Pochodne imidazolu w połączeniach z kortykosteroidami

## G 02 –Inne leki ginekologiczne
- G 02 A – Leki nasilające skurcz macicy
  - G 02 AB – Alkaloidy sporyszu
  - G 02 AC – Alkaloidy sporyszu w połączeniach z oksytocyną (wraz z analogami)
  - G 02 AD – Prostaglandyny
  - G 02 AX – Inne
- G 02 B – Środki antykoncepcyjne do stosowania zewnętrznego
  - G 02 BA – Domaciczne środki antykoncepcyjne
  - G 02 BB – Dopochwowe środki antykoncepcyjne
- G 02 C – Pozostałe leki
  - G 02 CA – Sympatykomimetyki hamujące skurcz macicy
  - G 02 CB – Inhibitory prolaktyny
  - G 02 CC – Leki przeciwzapalne do podawania dopochwowego
  - G 02 CX – Inne

## G 03 –Hormony płciowe i modulatory układu płciowego
- G 03 A – Hormonalne środki antykoncepcyjne do stosowania wewnętrznego
  - G 03 AA – Progestageny i estrogeny, dawki stałe
  - G 03 AB – Progestageny i estrogeny, preparaty sekwencyjne
  - G 03 AC – Progestageny
- G 03 B – Androgeny
  - G 03 BA – Pochodne 3-oksoandrostenu
  - G 03 BB – Pochodne 5-androstanonu
- G 03 C – Estrogeny
  - G 03 CA – Estrogeny naturalne i półsyntetyczne
  - G 03 CB – Estrogeny syntetyczne
  - G 03 CC – Estrogeny w połączeniach z innymi lekami
  - G 03 CX – Inne estrogeny
- G 03 D – Progestageny
  - G 03 DA – Pochodne pregnenu
  - G 03 DB – Pochodne pregnadienu
  - G 03 DC – Pochodne estrenu
- G 03 E – Połączenia androgenów z żeńskimi hormonami płciowymi
  - G 03 EA – Połączenia androgenów i estrogenów
  - G 03 EB – Połączenia androgenu, progestagenu i estrogenu
  - G 03 EK – Androgeny i żeńskie hormony płciowe w połączeniach z innymi lekami
- G 03 F – Połączenia progestagenów z estrogenami
  - G 03 FA – Połączenia progestagenów z estrogenami, dawki stałe
  - G 03 FB – Progestageny i estrogeny, preparaty sekwencyjne
- G 03 G – Gonadotropiny i inne leki pobudzające owulację
  - G 03 GA – Gonadotropiny
  - G 03 GB – Syntetyczne leki pobudzające owulację
- G 03 H – Antyandrogeny
  - G 03 HA – Antyandrogeny
  - G 03 HB – Połączenia antyandrogenów z estrogenami
- G 03 X – Inne hormony płciowe i modulatory ich wydzielania
  - G 03 XA – Antygonadotropiny i związki podobne
  - G 03 XB – Antyprogestageny
  - G 03 XC – Selektywne modulatory receptora estrogenowego

## G 04 –Leki urologiczne
- G 04 B – Inne leki urologiczne (ze spazmolitykami)
  - G 04 BA – Leki zakwaszające mocz
  - G 04 BC – Leki rozpuszczające złogi
  - G 04 BD – Spazmolityki
  - G 04 BE – Preparaty stosowane w zaburzeniach erekcji
  - G 04 BX – Inne
- G 04 C – Leki stosowane w łagodnym rozroście gruczołu krokowego
  - G 04 CA – Antagonisty receptora α-adrenergicznego
  - G 04 CB – Inhibitory 5-α reduktazy testosteronu
  - G 04 CX – Inne